# Độc trúc phiêu
Độc trúc phiêu (tiếng Trung: 独竹漂) là một môn thể thao truyền thống của người Miêu sống ở lưu vực sông Xích Thủy Hà ở tỉnh Quý Châu. Các học viên thực hiện các động tác múa hoặc chạy đua với nhau bằng cách sử dụng khúc gỗ tre làm thăng bằng. Hoạt động này bắt nguồn như một cách để những người khai thác gỗ vận chuyển đi nơi khác, nhưng dần dần đã trở thành một hoạt động hiện đại.

## Mô tả
Thực hành bao gồm đứng thẳng trên một cột tre khi đang trôi trên sông. Sau đó, các học viên thực hiện các động tác khiêu vũ khi giữ thăng bằng. Buổi tập được mô tả là "múa ba lê dưới nước". Là một môn thể thao cạnh tranh, những người tham gia sử dụng sào làm phương tiện để chạy đua với đối thủ.

## Lịch sử

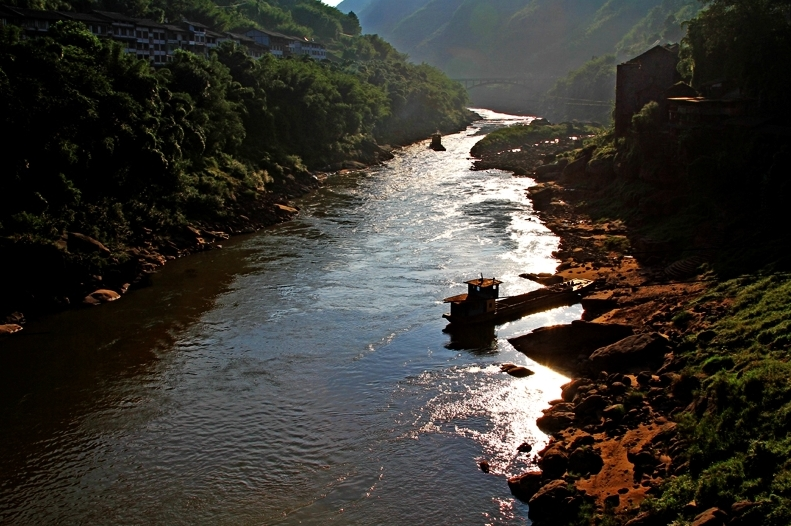
Hoạt động này bắt nguồn từ lưu vực sông Xích Thủy Hà như một phương tiện để lâm tặc vận chuyển gỗ

Độc trúc chiêu có nguồn gốc là một cách đi lại ở lưu vực sông Xích Thủy Hà ở tỉnh Quý Châu, Trung Quốc. Tục lệ bắt đầu từ những người Miêu trong tỉnh, vốn sinh sống ở lưu vực sông Xích Thủy Hà, nhưng đã lan rộng ra ngoài phạm vi văn hóa Miêu trong thời hiện đại.
Các nhà nghiên cứu do Liang và Cheng đứng đầu cho biết rằng tập tục này bắt nguồn từ một nghìn năm trước đây như một cách vận chuyển gỗ bằng tre của những người khai thác gỗ sống ở khu vực đồi núi và khó đi lại, vì tre là vật liệu xây dựng lý tưởng vào thời điểm đó. Để bám kịp cây tre, những người khai thác sẽ nhảy lên một khúc gỗ trôi, và thực hành này cuối cùng trở thành độc trúc chiêu. Các con sông, vốn gây khó khăn cho việc đi lại của khu vực này, đã bị lâm tặc sử dụng để đi khắp khu vực khó đi lại thông qua hình thức di chuyển này. Những người khai thác gỗ cũng sẽ mang theo một chiếc sào nhằm mục đích cân bằng.
Theo Owen Fishwick tại China Daily, hoạt động này bắt đầu từ triều đại nhà Tần như một cách để vận chuyển các khúc gỗ Nam mộc có giá trị được sản xuất ở vùng Bạc Châu qua sông Xích Thủy Hà. Những người khai thác sẽ chở những khúc gỗ được chất lên những chiếc thuyền xuôi theo dòng sông để gửi đến cố đô Hàm Dương, vì những chiếc thuyền địa phương không thể chở những khúc gỗ này đi nơi khác. Tập tục này sau đó đã thay đổi từ một hoạt động cần thiết thành một hoạt động bình thường hơn trong triều đại nhà Hán. Trong triều đại nhà Thanh, các học viên bắt đầu sử dụng tre thay vì gỗ, vì tre là một nguồn tài nguyên rẻ và dễ tiếp cận.

## Hiện đại
Trong thời hiện đại, việc luyện tập đã phát triển thành nghệ thuật biểu diễn và một môn thể thao thi đấu, hơn là một phương tiện đi lại cần thiết. Môn đã được đưa vào sử dụng trong Hội thi truyền thống các dân tộc thiểu số toàn quốc. Môn thể thao này đã được giới thiệu trong cuộc thi trong sự kiện quốc gia lần thứ 9, được tổ chức vào năm 2011. Học viên Yang Liu đã có được sự theo dõi trên mạng xã hội ở Trung Quốc Đại lục nhờ sự kết hợp của việc luyện tập với các kỹ thuật múa và trang phục truyền thống.